# Charles Duncan Cameron

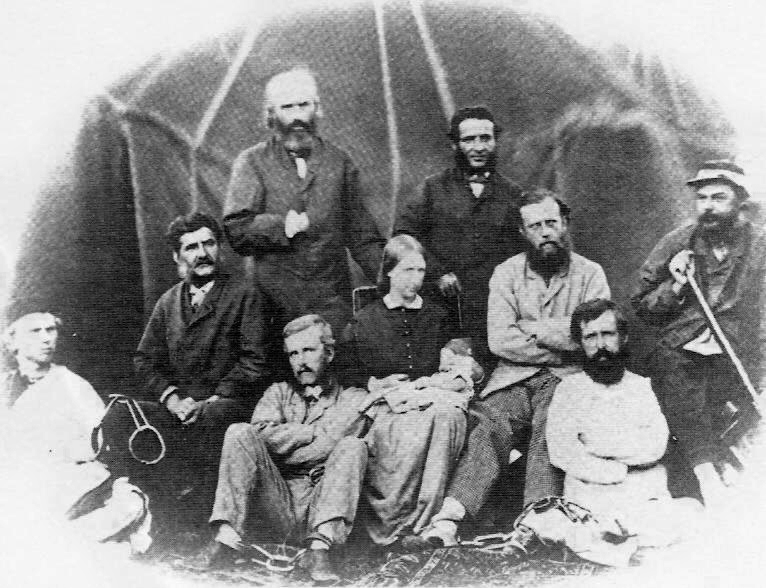
Cameron (rechts) in der Gruppe der Gefangenen (1868)

Charles Duncan Cameron (geboren am 12. Dezember 1825 im St. Georges Castle, Douglas, Isle of Man; gestorben am 30. Mai 1870 in Genf) war ein britischer Offizier und Diplomat.
Cameron war der Sohn von Colonel Charles Cameron. Er begann seine militärische Karriere durch den Erwerb eines Patents als Ensign im 45th (Nottinghamshire) Regiment of Foot am 19. Mai 1846. Mit diesem Regiment nahm er 1846/1847 am 7. Grenzkrieg („War of the Axe“) gegen die Xhosa in Südafrika teil. 1851 schied er aus und ließ sich in Natal nieder, wo er für den Vizegouverneur Benjamin Pine als Gesandter im Zulu-Gebiet und als Verwalter im Gebiet des Klip River arbeitete. Während des 8. Grenzkrieges 1851/1852 kommandierte er eine irreguläre afrikanische Einheit, die von Natal zur Kapkolonie entsandt worden war.
Bei Ausbruch des Krimkrieges gehörte er zum Stab von Sir William Fenwick Williams, dem britischen Anführer türkischer Truppen in Anatolien, und war mit der Befestigung von Erzurum beauftragt. Nach dem Fall von Kars erhielt er einen Spezialauftrag in Trapezunt. 1858 legte er eine Prüfung für den diplomatischen Dienst ab. Im gleichen Jahr wurde er Mitglied der Royal Geographical Society und im April Vizekonsul des Gebiets der von den Briten eroberten russischen Festung Redoubt Kali, 1859 mit Sitz in Poti.
1860 wurde Cameron Konsul für Abessinien mit Sitz in Massaua, wo er im Januar 1862 eintraf. Im Juni kam er nach Gondar, um Kaiser Theodor II. einen Brief und Geschenke von Königin Victoria zu überbringen.
Kaiser Theodor jedoch war enttäuscht darüber, dass die Briten ihn nicht seinen Wünschen entsprechend gegen Ägypten und das Osmanische Reich unterstützt hatten, und wurde misstrauisch, zumal Cameron auf seiner Reise auch Gebiete im Sudan durchquert hatte. Er warf Cameron vor, sich in den abessinische Politik einzumischen, ließ ihn in Ketten legen und hielt ihn mit anderen Europäern vom Januar 1864 bis Februar 1866 und dann noch einmal von April 1866 bis April 1868 auf der Festung Magdala gefangen. Daraufhin entsandten die Briten eine Äthiopienexpedition unter dem Kommando von Robert Napier zur Befreiung der gefangenen Diplomaten. Magdala wurde am 13. April 1868 gestürmt und Cameron mit seinen Begleitern befreit. 
Im Juli 1868 kehrte Cameron als Held nach England zurück und schied im Dezember mit einer jährlichen Pension von £350 aus dem Dienst.
Cameron gehörte zum Kreis um Richard Monckton Milnes und war befreundet mit dem Schriftsteller Edward Bellamy und dem Entdecker Richard Francis Burton. Am 12. Mai 1863 war er Mitglied von Burtons Anthropological Society und dessen notorischem Cannibal Club geworden, einem Herrenclub, in dem man unmäßig trank, rauchte und Pornografie produzierte und konsumierte. Nach seiner Rückkehr nach England lernte er auch den Dichter Algernon Charles Swinburne kennen, auf den er einen verderblichen Einfluss ausgeübt haben soll. Nicht zu verwechseln ist Cameron mit einem auch unter dem Pseudonym Duncan Cameron agierenden Verleger pornografischer Literatur, besser bekannt als William Lazenby. Cameron war mit diesem wohl über Swinburne bekannt, für den Lazenby pornografische Schriften druckte. Es ist allerdings nicht ganz klar, ob die zeitgenössischen Berichte über die Saufgelage und das anstößige Verhalten von Swinburne und Cameron sich auf den pensionierten Offizier oder auf den Verleger beziehen.
Am 30. Mai 1870 starb Cameron im Alter von 44 Jahren in Genf.